# 夸口的青蛙
《夸口的青蛙》是一部中国上海美术电影制片厂制作的黑白动画短片。

## 剧情简介
有只爱夸口的青蛙，夸口说自己跑得快，还擅长爬树。还要求和其他小动物比赛，但是都比输了。后来青蛙又夸口自己可以上天，于是他请来了两只大雁，让他们各叼着一根树枝的两端，自己咬住中间，当真“飞”上了天。当地面上的小动物们惊讶地问“是谁这么聪明，想到了这个办法”时，青蛙又忍不住夸口了，可他刚张开嘴，就从天上掉落下来，摔倒了荷叶上。

## 演职员表
- 上海電影製片廠攝製
- "誇口的青蛙"
- 編劇: 宋元
- 导演：何玉门, 安平
- 作曲: 丁善德
- 人物设计：矯野松, 尚世顺
- 背景设计：梁力克
- 摄影：陈震祥, 葛方雄
- 特技：吕敬棠
- 录音：金文江
- 演奏：上海乐团交响乐队
- 指挥：黄贻钧